# Samuel Schwartzbard
Samuel Schwartzbard (jiddisch: שלום שװאַרצבאָרד), alias Bal Khaloymes, född 18 augusti 1886 i den ukrainska staden Izmajil, i Kejsardömet Ryssland, död 3 mars 1938 i Kapstaden, Sydafrika, var en jiddischspråkig poet och anarkist. Han begick den 25 maj 1926 mordet på Symon Petljura på Rue Racine i Paris. 
Schwartzbard var jude och hans familj hade tillhört offren för pogromer där mordoffret Petljura varit inblandad. Schwartzbard ställdes inför rätta i Frankrike. Han försvarade sig med att han hade avrättat en massmördare. Bland dem som erbjöd sig att avlägga vittnesmål till hans försvar fanns Henri Bergson, Romain Rolland och Albert Einstein. Schwartzbard frikändes. Han blev senare en av grundarna av Internationella förbundet mot antisemitism (Ligue Internationale contre l'Antisémitisme).
I Israel är flera gator uppkallade efter honom.